# Ulua aurochs
Ulua aurochs är en fiskart som först beskrevs av Ogilby, 1915.  Ulua aurochs ingår i släktet Ulua och familjen taggmakrillfiskar. Inga underarter finns listade i Catalogue of Life.